# Les Fromages automobiles
Pour plus de détails, voir Fiche technique et Distribution.
Les Fromages automobiles est un film muet de Georges Méliès sorti en 1907.

## Synopsis
Des voyageurs sont dans un autobus dont la ligne est indiquée : « Bicêtre - Charenton - Ville Evrard - Chaillot » ; un employé contrôle les billets. Les passagers commencent à se plaindre, sentant une désagréable odeur et cherchant le ou la coupable. S'ensuivent des disputes alors qu'une grosse dame possédant des fromages semble être la responsable. Après avoir été sortie, ses fromages se mettent à bouger, cherchant également à quitter l'appareil. La scène suivante se déroule au commissariat, où les fromages viennent sauver la grosse dame en asphyxiant les plaignants et les forces de l'ordre.